# 比玛卢单抗
比玛卢单抗（INN：Bimagrumab，开发代号：BYM338）是诺华公司开发的一种人单克隆抗体，用于治疗病理性肌肉损失和无力。它结合并抑制2B型激活素受体。
比玛卢单抗必须在医院或诊所静脉注射。该药物半衰期长，每月给药一次。

## 研发历史
2013年8月20日，美国食品和药物管理局（FDA）宣布比玛卢单抗获得了针对散发性包涵体肌炎的突破性疗法认定。
2014年，比玛卢单抗进入II期开发，一些研究表明了临床效果。诺华计划于2016年向FDA申请批准使用比玛卢单抗治疗包涵体肌炎患者。
2016年4月，诺华宣布比玛卢单抗在针对散发性包涵体肌炎的IIb/III期研究中失败。2021年1月，一项新研究证实，比玛卢单抗治疗对于治疗肥胖和2型糖尿病成年患者的过度肥胖和代谢紊乱是安全有效的。2023年1月，该药物进入治疗肥胖症的IIb期试验。